# يورام بيلو
يورام بيلو (من مواليد 6 مارس 1942) هو بروفيسور إسرائيلي في الأنثروبولوجيا وعلم النفس في الجامعة العبرية في القدس وعضو في الأكاديمية الإسرائيلية للعلوم والإنسانيات.
عرف بأعماله في الدين الشعبي (المسيحية، عبادة القديسين)؛ والتفاعل بين الثقافة والصحة العقلية؛ وتقديس الفضاء في إسرائيل؛ والممارسات الدينية والثقافية لليهود المغاربة.
حصل على جائزة إسرائيل في علم الاجتماع والأنثروبولوجيا لعام 2013. وهو عضو في الأكاديمية الإسرائيلية للعلوم والإنسانيات. 
من عام 2003 إلى عام 2004 حصل على زمالة في مركز كاتس للدراسات اليهودية المتقدمة.  وكان أيضًا عضوًا في الجمعية الإسرائيلية والجمعية الأمريكية للأنثروبولوجيا ويعمل كعضو في المجلات العلمية التالية: الطب النفسي عبر الثقافات، والأنثروبولوجيا والطب، واليهودية المعاصرة.